# فاسكو كامبوس
فاسكو كامبوس (25 أبريل 1988 في البرتغال - ) هو لاعب كرة قدم برتغالي في مركز الدفاع. شارك مع منتخب البرتغال تحت 16 سنة لكرة القدم. أما مع النوادي، فقد لعب مع نادي فريموند ‏ ونادي بايرنسيه وEléctrico F.C. ‏.

## وصلات خارجية
- فاسكو كامبوس على موقع قاعدة بيانات كرة القدم.إي يو (الإنجليزية)